# Realismo magico
Il realismo magico è uno stile pittorico e letterario. Dipinge una visione realistica del mondo aggiungendo anche elementi magici, spesso confondendo i confini tra fantasia e realtà. Nella letteratura (come realismo fantastico) è un filone attribuito a determinate opere narrative in cui gli elementi magici appaiono in un contesto altrimenti realistico.

## Pittura
L'ossimoro "Realismo magico" fu utilizzato per la prima volta nel 1925 dal critico tedesco Franz Roh per descrivere l'insolito realismo, caratterizzato da una tersa e minuziosa resa dei dettagli dall'effetto straniante, dei pittori appartenenti alla corrente classica della Nuova oggettività, che si ispiravano alle correnti europee del ritorno all'ordine del primo dopoguerra, come Novecento, Valori plastici e la Pittura metafisica di de Chirico.
In Italia la sua elaborazione è dovuta allo scrittore Massimo Bontempelli e i suoi principali esponenti sono stati Antonio Donghi, Felice Casorati e Cagnaccio di San Pietro. Non si tratta di un movimento artistico organizzato, come ad esempio il futurismo o il Novecento, i cui appartenenti aderivano sulla base di un manifesto d'intenti, ma piuttosto di un modo di sentire trasversale, un modo di percepire, leggere e interpretare il quotidiano opponendosi alle tensioni dinamiche futuriste e alle deformazioni dell'espressionismo, prendendo particolare spunto dalla tradizione figurativa della classicità rinascimentale italiana del Trecento e del Quattrocento. L'obiettivo del pittore è di scoprire il senso del magico nella vita quotidiana, ponendosi davanti alla realtà con la naturalezza e lo stupore di un bambino. Il risultato artistico, soprattutto in Italia, è la resa precisa della realtà, curata nei particolari e ben definita nello spazio; lo scenario è immobile, incantato, immerso in una magica sospensione; i personaggi vivono una situazione di classicità assorta e spesso dall'effetto inquietante.
Nell'Europa settentrionale il realismo magico si è espresso con istanze di più carica ed intensa drammaticità, come in Christian Schad e nei pittori della Nuova oggettività. In questo senso, il termine Realismo magico viene spesso utilizzato come sinonimo di post-espressionismo o di pittura di Ritorno all'ordine con elementi surrealisti.
Il realismo magico in Italia emerge negli anni venti del novecento, contemporaneamente ad analoghi realismi che si sviluppano in altri paesi europei come Germania, Austria, Francia, Paesi Bassi e Scandinavia. Piattaforma comunicativa è la rivista Valori plastici e al suo animatore Mario Broglio, grazie al quale si organizza una mostra itinerante in Germania nel 1921 e una mostra a Firenze nel 1922. I suoi esponenti non si sono mai presentati in mostre collettive come un gruppo compatto, ma hanno piuttosto seguito percorsi individuali pur incrociandosi e creando reti di relazioni artistiche.
Negli anni trenta, con l'affermarsi dell'ideologia politica imperial-nazionalista e con la progressiva ingerenza del regime nelle scelte artistiche, la sensibilità intimista dei realisti magici tende ad essere emarginata e, mentre la maggior parte degli artisti (Carrà, Oppi, Funi) vira verso altre forme espressive, la scelta di continuare sullo stesso filone rimane appannaggio di poche personalità quali Cagnaccio di San Pietro e Antonio Donghi.
Ascrivibili a tale poetica visiva sono anche alcuni pittori statunitensi degli anni trenta, come Ivan Albright, Paul Cadmus, George Tooker, influenzati in questo caso anche dal Precisionismo di Charles Sheeler e Georgia O'Keeffe e dall'opera di Edward Hopper.
In seguito questo termine è stato spesso utilizzato per indicare quei tipi di pittura in cui gli oggetti sono raffigurati con estremo naturalismo, ma che, grazie all'aggiunta di elementi surreali o paradossali, danno alla rappresentazione un effetto sottilmente misterioso, trasmettendo un senso di irrealtà.
Nel mondo anglofono questo termine si è diffuso grazie a una mostra dal titolo Realisti americani e realisti magici, tenutasi nel 1943 presso il Museum of Modern Art di New York. Il direttore del museo Alfred Barr scrisse che "il termine Realismo Magico talvolta si riferisce all'opera di pittori che servendosi di una perfetta tecnica realistica cercano di rendere plausibili e convincenti le loro visioni improbabili, oniriche o fantastiche".

### Principali esponenti nella pittura
- Mario Bardi
- Bridget Bate Tichenor
- Carlo Bonacina
- Pompeo Borra
- Fanny Brennan
- Paul Cadmus
- Cagnaccio di San Pietro
- Felice Casorati
- Ugo Celada da Virgilio
- Michael Cheval
- Alex Colville
- Bruno Croatto
- Antonio Donghi
- Riccardo Francalancia
- Jared French
- Achille Funi
- Edward Hopper
- Frida Kahlo
- Dick Ket
- Ubaldo Oppi
- Henri Rousseau
- Bortolo Sacchi
- Christian Schad
- Georg Schrimpf
- Gregorio Sciltian
- Bettina Shaw Lawrence
- George Tooker
- Gianfilippo Usellini
- Carel Willink

## Letteratura
Oggi il termine è più frequentemente utilizzato nella letteratura, spesso associato con il boom letterario dell'America Latina del XX secolo, segnato dalla pubblicazione del romanzo Cent'anni di solitudine di Gabriel García Márquez nel 1967, che viene considerato il testo seminale del realismo magico insieme ai racconti di Jorge Luis Borges ma anche quelli di Dino Buzzati. Un tono di realismo magico "ante litteram" è tipico dei racconti di E.T.A. Hoffmann, in cui l'elemento soprannaturale emerge insospettato nelle pieghe della vita di tutti i giorni.

### Aspetti comuni dei romanzi del realismo magico
I seguenti elementi si ritrovano in molti romanzi del realismo magico, ma non tutti si possono trovare in ogni romanzo e molti si ritrovano in romanzi che ricadono in altri generi.
- Un elemento magico e sovrannaturale (o paranormale).
- L'elemento magico può essere intuito ma non è mai spiegato.
- I personaggi accettano invece di mettere in questione la logica dell'elemento magico.
- Ricchezza di dettagli sensoriali.
- Distorsioni temporali, inversioni, ciclicità o assenza di temporalità. Un'altra tecnica è quella di collassare il tempo in modo da creare un'ambientazione in cui il presente si ripete o richiama il passato.
- Inversione di causa ed effetto, per esempio un personaggio può soffrire prima che una tragedia avvenga.
- Incorporare leggenda e folklore.
- Presentare eventi da prospettive multiple, ad esempio il credere ed il non-credere o il colonizzatore e il colonizzato.
- Può essere una evidente ribellione contro un governo totalitario o contro il colonialismo.
- Può essere ambientato in o provenire da un'area di mescolanza culturale.
- Usa un riflettersi del passato e del presente, dei piani astrali e fisici, o dei personaggi.

### Relazione con altri generi o correnti
Come stile letterario, il realismo magico spesso si sovrappone o viene confuso con altri generi e correnti.
- Postmodernismo - Il realismo magico spesso viene considerato, come genere, una sottocategoria del romanzo postmoderno a causa della sua sfida all'egemonia ed il suo utilizzo di tecniche simili a quelle di altri testi postmoderni, come la distorsione del tempo.
- Surrealismo - Molti dei primi realisti magici come Alejo Carpentier e Miguel Ángel Asturias studiarono con i surrealisti, e il surrealismo, come movimento interno, ha influenzato molti aspetti dell'arte latino-americana. I surrealisti cercano di scoprire e di descrivere quello che è oltre o superiore al "reale" attraverso l'uso di tecniche come la scrittura automatica, l'ipnosi, e il sogno. I realisti magici, invece, indagano la meraviglia del mondo reale e lo rappresentano per rivelarne i suoi aspetti segreti.
- Fantasy e fantascienza - I romanzi fantasy e di fantascienza descrivono un mondo alternativo con i suoi insiemi di regole e caratteristiche o sperimentano con il nostro mondo suggerendo come una nuova tecnologia o sistema politico potrebbe influire sulla nostra società.

Il realismo magico, invece, descrive una realtà a cui qualcuno crede, in cui una volta credeva, o in cui potrebbe credere.

### Scrittori del Realismo magico
- Isabel Allende
- Sherman Alexie
- Corrado Alvaro
- Jorge Amado
- Stefano Benni
- Jacques Bergier
- Louis de Bernières
- Francesca Lia Block
- Massimo Bontempelli
- Jorge Luis Borges
- Michail Afanas'evič Bulgakov
- Dino Buzzati
- Pere Calders
- Italo Calvino
- Alejo Carpentier
- Jonathan Carroll
- Ana Castillo
- Julio Cortázar
- Laura Esquivel
- William Faulkner
- Ennio Flaiano
- Carlos Fuentes
- Nikolaj Vasil'evič Gogol'
- Günter Grass
- João Guimarães Rosa
- Russell Hoban
- Alice Hoffman
- Alejandro Jodorowsky
- Franz Kafka
- Ibrahim Al Koni
- Anatolij Kudrjavitskij
- Milan Kundera
- Hubert Lampo
- Tommaso Landolfi
- Dimitris Lyacos
- Jun Maeda
- Gabriel García Márquez
- Gustav Meyrink
- Toni Morrison
- Haruki Murakami
- Anna Maria Ortese[8]
- Louis Pauwels
- Viktor Olegovič Pelevin
- Leo Perutz
- Tullio Pinelli
- Augusto Roa Bastos
- Gianni Rodari
- Juan Rulfo
- Salman Rushdie
- Luis Sepúlveda
- Carlo Sgorlon
- Patrick Süskind
- Graham Swift
- D. M. Thomas
- Mo Yan
- Cesare Zavattini